# Râul Slătinița
Râul Slătinița este un curs de apă, afluent al râului Bistrița. 